# Llanrwst
Llanrwst is een plaats in de Welshe county borough Conwy.

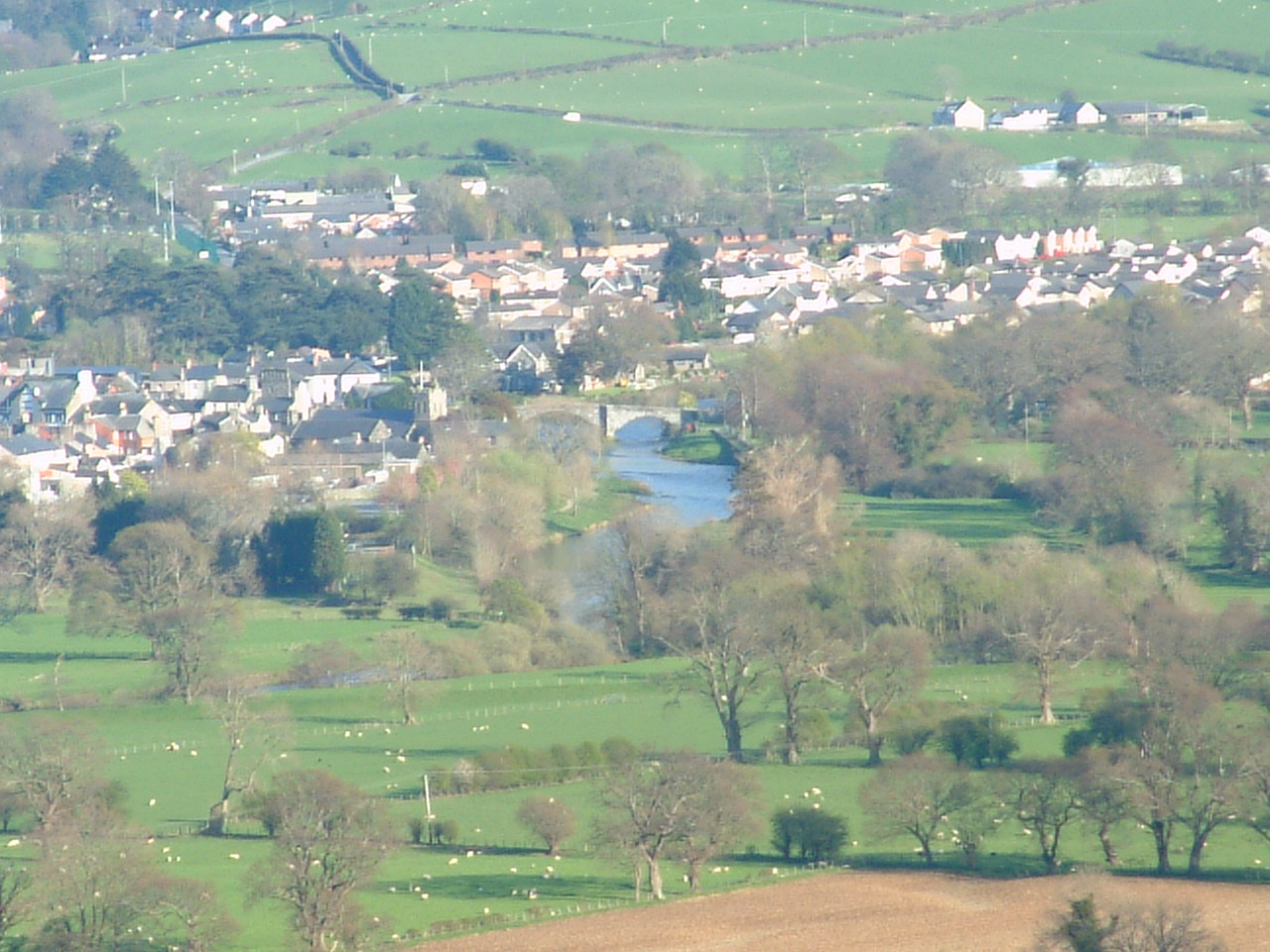
Panorama

Llanrwst telt 3037 inwoners.